# Christian Boussus
Pour les articles homonymes, voir Boussus.
Christian Boussus, né le 5 mars 1908 à Hyères et mort le 12 août 2003 dans le 14e arrondissement de Paris, est un joueur de tennis français.

## Biographie
Il est sélectionné dans l'équipe de France de Coupe Davis de 1929 à 1932 avec les Quatre Mousquetaires, ce qui lui vaudra le surnom de « 5e mousquetaire ». Il ne joue aucun match de ces éditions (il n'y dispute que des matchs de 1934 à 1938) mais ses sélections en finale lui permettent toutefois d'avoir son nom gravé sur le saladier en argent de la Coupe Davis. Il remporte le double mixte en Australie en 1935 avec Louise Bickerton. Champion d'Allemagne à deux reprises, il sera capitaine de l'équipe de France dans les années 1950. Il est aussi finaliste en simple des Internationaux de France en 1931 contre Jean Borotra puis en double lors de l'édition suivante, associé à Marcel Bernard.

### Vie privée
Il a été le compagnon de la parfumeuse Germaine Cellier (avec qui elle vit après-guerre 23 boulevard du Montparnasse puis en 1955 8 rue du Boccador).

## Palmarès en Grand Chelem

### Finale en simple
- Roland-Garros : en 1931

### Autres performances en simple
- Tournoi de Hambourg : 1929 et 1930
- Roland-Garros : demi-finaliste en 1934, 1936 et 1937 ; quart de finale en 1928, 1933, 1935, 1938 et 1939 ; huitième de finale en 1929, 1932 et 1946
- Wimbledon : demi-finaliste en 1928

### Finale en double
- Roland-Garros : en 1932 avec Marcel Bernard

### Record
- Il a détenu le record du nombre de quarts de finale (9) disputés à Roland-Garros, à égalité avec Guillermo Vilas, Roy Emerson, Andre Agassi, Rafael Nadal et Roger Federer.[réf. nécessaire]

### Titre en double mixte
|   | Date | Nom et lieu du tournoi              | Cat.      | ($) | Surf.        | Partenaire       | Finalistes               | Score         |
| 1 | 1935 | Australian Championships, Melbourne | G. Chelem | 0   | Herbe (ext.) | Louise Bickerton | Dorothy Round Fred Perry | 1-6, 6-3, 6-3 |